# Dasyrhicnoessa fulva
Dasyrhicnoessa fulva är en tvåvingeart som först beskrevs av Friedrich Georg Hendel 1913.  Dasyrhicnoessa fulva ingår i släktet Dasyrhicnoessa och familjen Canacidae.
Artens utbredningsområde är Taiwan. Inga underarter finns listade i Catalogue of Life.